# Protopolybia steinbachi
Protopolybia steinbachi är en getingart som beskrevs av Richards 1978. Protopolybia steinbachi ingår i släktet Protopolybia och familjen getingar. Inga underarter finns listade i Catalogue of Life.